# Hyporhamphus
Hyporhamphus – rodzaj ryb z rodziny półdziobcowatych (Hemiramphidae).

## Klasyfikacja
Gatunki zaliczane do tego rodzaju:
| - Hyporhamphus acutus - Hyporhamphus affinis – półdziobiec australijski - Hyporhamphus australis - Hyporhamphus balinensis - Hyporhamphus brederi - Hyporhamphus capensis - Hyporhamphus collettei - Hyporhamphus dussumieri - Hyporhamphus erythrorinchus - Hyporhamphus gamberur - Hyporhamphus gernaerti - Hyporhamphus gilli - Hyporhamphus ihi - Hyporhamphus improvisus - Hyporhamphus intermedius - Hyporhamphus limbatus - Hyporhamphus meeki - Hyporhamphus melanochir - Hyporhamphus melanopterus - Hyporhamphus mexicanus | - Hyporhamphus naos - Hyporhamphus neglectissimus - Hyporhamphus neglectus - Hyporhamphus pacificus - Hyporhamphus paucirastris - Hyporhamphus picarti - Hyporhamphus quoyi - Hyporhamphus regularis - Hyporhamphus roberti - Hyporhamphus rosae - Hyporhamphus sajori – półdziobiec japoński - Hyporhamphus sindensis - Hyporhamphus snyderi - Hyporhamphus taiwanensis - Hyporhamphus unicuspis - Hyporhamphus unifasciatus – półdziobiec pospolity - Hyporhamphus xanthopterus - Hyporhamphus yuri |

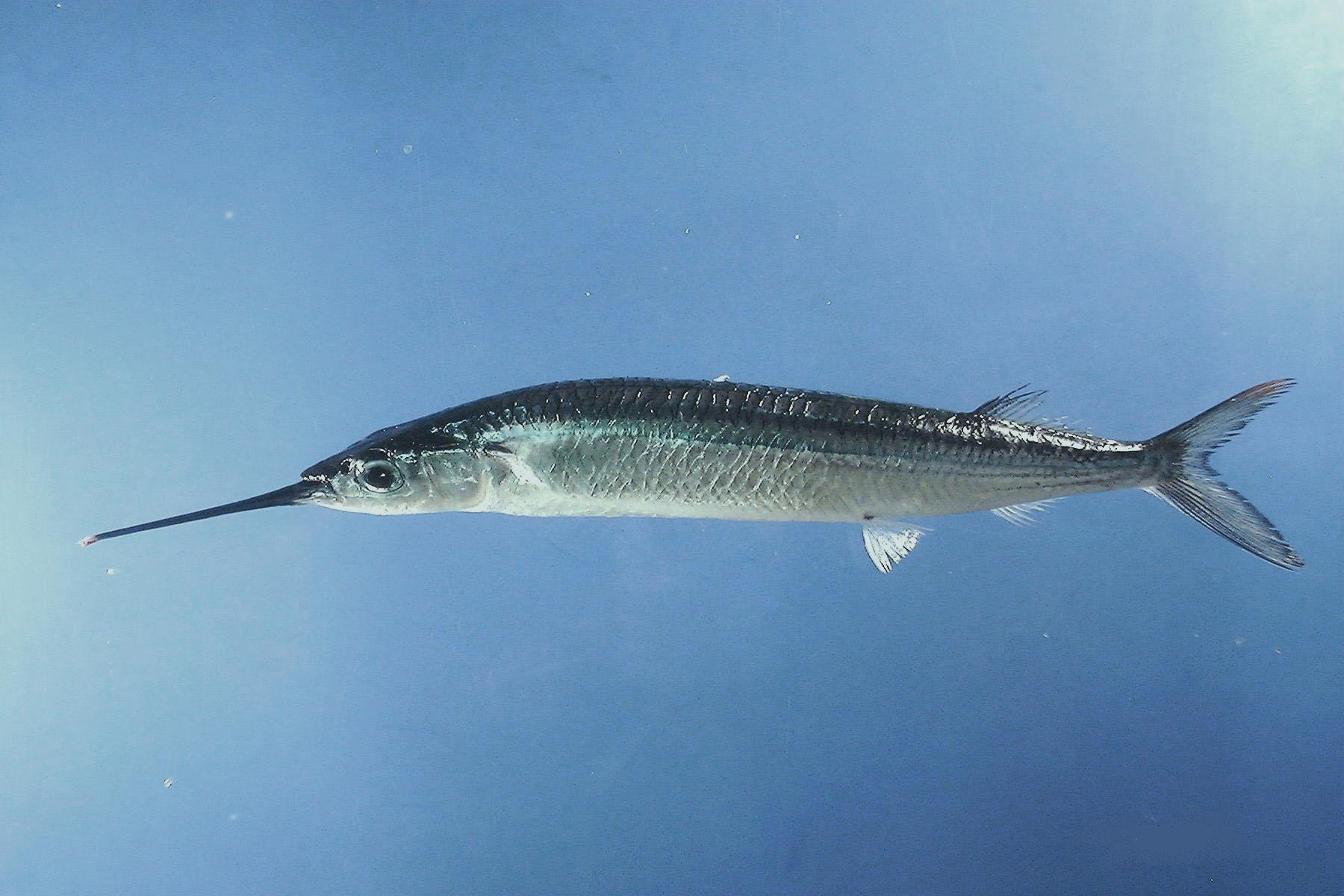
Hyporhamphus unifasciatus